# São João do Campo
São João do Campo ist eine Gemeinde (Freguesia) im portugiesischen Kreis Coimbra. In ihr leben 1825 Einwohner (Stand 19. April 2021).